# Philippe De Gryse

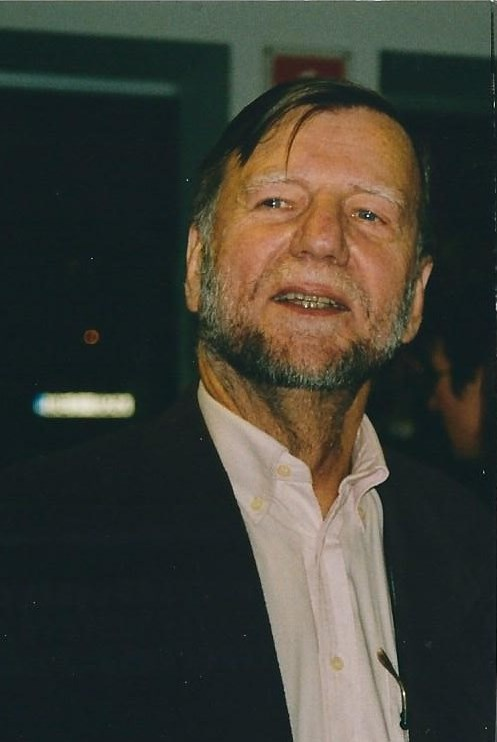
Philippe De Gryse, december 2002

Philippe M. J. De Gryse (Tielt, 23 december 1937 – aldaar, 15 maart 2017) was een lokaal historicus, politicus en professioneel vertaler.

## Studies en Congolese periode
Hij bracht zijn jeugd door in Tielt en op het internaat van het Collège de Saint-Paul in Godinne, tussen Namen en Dinant, een jezuïetencollege. In 1956 trok hij naar de Katholieke Universiteit Leuven, om er studies Rechten aan te vatten, aanvankelijk in het Frans. In 1958 schakelde hij over naar de Nederlandstalige tak. In Leuven was hij heel actief in de studentenbeweging. In 1962 behaalde hij zijn diploma van ‘doctor in de rechten’ en had hij intussen ook een bachelor in de Wijsbegeerte behaald. In 1962 huwde hij met Hedwig Van Wonterghem en ze trokken samen naar Congo(-Kinshasa) om er les te geven in het secundair onderwijs, als alternatief voor zijn dienstplicht. Ze woonden en werkten er in Bunia (Ituri) tot in 1967, toen ze besloten terug te keren omdat de situatie er te onveilig werd.

## Stichter heemkundige kring
In België gingen Philippe en Hedwig terug in Tielt wonen, waar hij de volgende 50 jaar een heel actieve rol zou spelen in het lokale verenigingsleven en de politiek. Onder zijn impuls en die van Paul Vandepitte werd in 1970 de lokale geschiedkundige vereniging ‘De Roede van Tielt’ opgericht, die op 28 april 1970 haar stichtende raad van bestuur hield. De naam ‘roede’ verwijst naar een middeleeuwse bestuurlijke indeling van de Kasselrij Kortrijk en het Graafschap Vlaanderen, en omvat in dit geval 17 gemeenten. Philippe werd secretaris-penningmeester en zou dat blijven tot in 2013. De heemkundige kring groeide in de daaropvolgende decennia uit tot een bloeiende vereniging, met een eigen tijdschrift (elk kwartaal), publicaties, een eigen bibliotheek, tentoonstellingen, evenementen, studiereizen naar binnen- en buitenland en samenwerking met universiteiten. Philippe was onder meer bezieler van de werking die alle auteurs uit de streek in kaart bracht en zou uitmonden in de publicatie “Streekgenoten met de pen” (1984) en de uitbouw van de eigen bibliotheek die heel veel van deze titels ter beschikking stelt, naast een uitgebreide verzameling werken over de streek (meer dan 6000 werken in totaal). Onder de belangrijkste publicaties van de Roede bijvoorbeeld “Van Thielt tot Tielt” (fotoboek, 1975); “Een streek in oorlog” (1979); “Willem van Rubroek” (1984); “Tielt” (Paul Vandepitte, Uitgeverij Lannoo, 1985); “Historische stedenatlas van België. Tielt” (Ronny Ostyn, 1993, Gemeentekrediet) en “Het Tieltse 1940-1945. Bedreigd, bezet, bevrijd.” (Kurt Ravyts en Peter Struyve, 1995).

## Lokale politiek en verenigingsleven
Snel na zijn terugkeer uit Congo lanceerde Philippe De Gryse zich ook in de lokale politiek. Bij de gemeenteraadsverkiezingen van 1970 stond hij als onafhankelijke kandidaat op de lijst Volksbelangen-Volksunie van sterkhouders Herman Verslype en Luc De Rammelaere. In 1976 stond hij mee aan de wieg van een nieuwe lijst: O.K. (Onafhankelijke kandidaten), met veel jongeren. Ze haalden geen zetel. In 1982 kwam hij niet op, maar in 1988 was hij opnieuw trekker voor een nieuw initiatief: de eerste Agalev-lijst in de geschiedenis van Tielt. Ook in 1994 en in 2000 (onder naam Agalev-H’Open) was hij kandidaat op deze lijst.
Intussen was hij ook al vele jaren actief in de Cultuurraad Tielt, waarvan hij uiteindelijk voorzitter zou zijn van 1994 tot 2000.
Daarnaast was Philippe De Gryse ook actief deelnemer aan lokale culturele producties. Zo figureerde hij in opeenvolgende Tieltse Revues en ook in een reeks operettes. In 2011 was hij mede-initiatiefnemer van een nieuw lokaal operettegezelschap, a Tempo!.
Voor zijn decennialange inzet voor het lokale culturele leven ontving hij in 2011 de Cultuurtrofee van de stad Tielt.

## Over Philippe De Gryse
Over Philippe De Gryse verscheen in 2018, naar aanleiding van de eerste verjaardag van zijn overlijden, een in memoriam publicatie, “Voorbij het niet. Philippe De Gryse (1937-2017)”, uitgegeven door de Roede van Tielt.

## Auteur
Philippe De Gryse was ook auteur van tal van werken, voornamelijk lokale geschiedschrijving, en van één roman.
- Tielt: een stad naar de maat van de mens?, Stad en streek, Tielt, 1975
- Van Thielt tot Tielt, De Roede van Tielt, 1975
- Historische bibliografie van Tielt (Aarsele, Kanegem, Schuiferskapelle, Tielt), 1982
- Streekgenoten met de pen: proeve van bibliografie van alle auteurs uit de vroegere "Roede van Tielt", 1984
- Bretagne, Lannoo/Touring, 1999 (reisgids, bewerking van de Franse editie)
- 100 jaar banken en bankiers in Tielt, KBC, 2005
- Gids voor Vlaanderen. Toeristische en culturele gids voor alle steden en dorpen in Vlaanderen, Lannoo/VTB-VAB, 2007 (delen Tielt en Pittem)
- Afrikaanse spreekwoorden / Proverbes africains du Nord-Est du Congo-Zaïre, Eigen beheer, 2010
- Behalve de liefde. Brievenroman, Witsand Uitgevers, 2014

## Als vertaler
Sedert 1 januari 1985 was Philippe De Gryse zelfstandig vertaler (Nederlands-Frans en Frans-Nederlands) en sinds september 1995 ook als beëdigd vertaler bij de rechtbank van eerste aanleg in Brugge. Hij vertaalde tal van non-fictie werken, hoofdzakelijk voor uitgeverij Lannoo.
- Jean Gandois, Operatie Staal. Het relaas van een crisismanager, Lannoo, 1986
- Claude Carbonnelle, Jacques de Staercke. Opdracht: ondernemen. 15 jaar Fabrimetalbeleid, Lannoo, 1987
- Myriam Greilsammer, Een pand voor het paradijs. Leven en zelfbeeld van Lowis Porquin, Piëmontees zakenman in de zestiende-eeuwse Nederlanden, Lannoo, 1989
- Dominique Paoli, Prinses Clémentine (1872 - 1955). De strijd om het geluk, Lannoo, 1993
- Keizer Karel : wandtapijten en wapenrustingen uit de Spaanse koninklijke verzamelingen, Gemeentekrediet, 1994
- Pierre van Outryve d'Ydewalle, De memoires 1912-1940, Lannoo, 1994
- Tussen staat en maatschappij. 1945-1995. Christen-democratie in België, Lannoo, 1995
- Pierre van Outryve d'Ydewalle, Mijn oorlogsjaren 1940 - 1945, Lannoo, 1997
- Bernard De Gryse, Bancassurance. Kritische blik van een bankverzekeraar, Kluwer, 2000
- Leopold III, Kroongetuige. Over de grote gebeurtenissen tijdens mijn koningschap, Lannoo, 2001
- Esmeralda van België, Mijn vader Leopold III, Lannoo, 2002
- Robert Senelle, Miel Clement en Edgard Van de Velde, Handboek voor de koning, Lannoo, 2004

- International Standard Name Identifier: 0000 0003 8154 3447
- Nederlandse Thesaurus van Auteursnamen: 07184824X
- Système universitaire de documentation: 265744202
- Virtual International Authority File: 261725539
- WorldCat: E39PBJpyrj76KcQqVdPTrtJMT3